# Chita (Colombia)
Chita è un comune della Colombia facente parte del dipartimento di Boyacá.
Il centro abitato venne fondato da José de Arce nel 1727.